# 西大橋駅

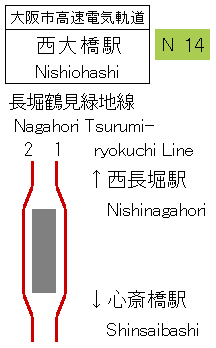
配線図

西大橋駅（にしおおはしえき）は、大阪府大阪市西区新町一丁目にある大阪市高速電気軌道 (Osaka Metro) 長堀鶴見緑地線の駅。駅番号はN14。

## 概要
駅名は、かつて長堀川（現在は埋立。長堀通）に架かっていたなにわ筋の橋である西大橋に由来し、長堀通となにわ筋の交点である西大橋交差点に名残りが見られる。
なにわ筋線の計画において、以前は同線の駅が西大橋駅付近に作られる計画であったが、2017年（平成29年）のリリースでは計画が無くなっている。

## 歴史
- 1997年（平成9年）8月29日：長堀鶴見緑地線大正 - 心斎橋間延伸時に開業[1]。
- 2010年（平成22年）9月15日：可動式ホーム柵の使用を開始。
- 2018年（平成30年）4月1日：大阪市交通局の民営化により、大阪市高速電気軌道 (Osaka Metro) の駅となる。

## 駅構造
島式ホーム（延長135 m、幅7.5 m）1面2線を有する地下駅である。改札口は大正寄りにある1ヵ所のみ。
当駅はドーム前千代崎管区駅に所属しており、同管区駅長が、当駅・ドーム前千代崎駅・大正駅を管轄する。
当駅のデザインテーマは、「街のいぶき」に設定されている。

### のりば
| 番線 | 路線           | 行先                             |
| ---- | -------------- | -------------------------------- |
| 1    | 長堀鶴見緑地線 | 心斎橋・森ノ宮・京橋・門真南方面 |
| 2    | 長堀鶴見緑地線 | 大正方面                         |

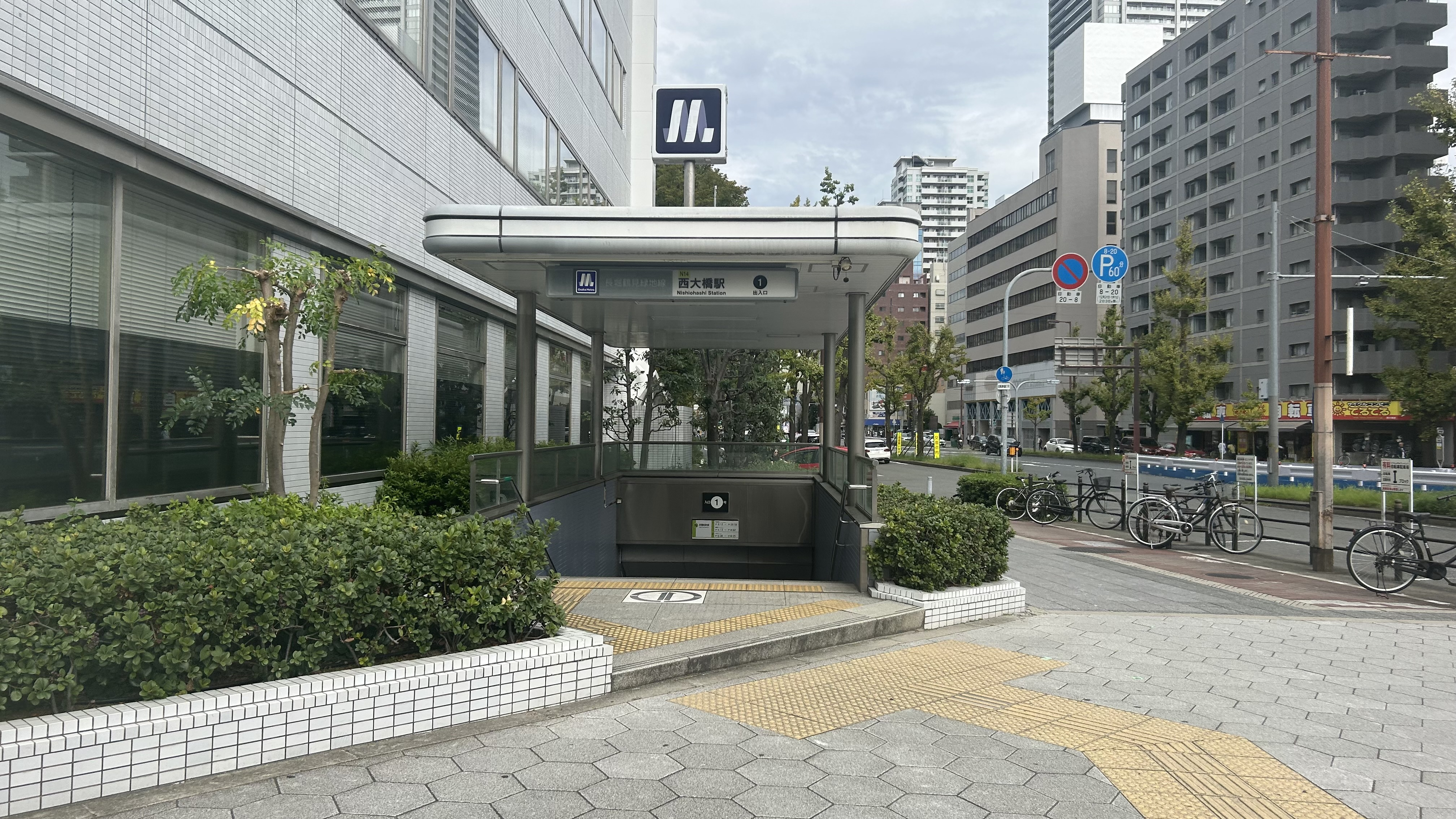
1号出口（2024年10月）
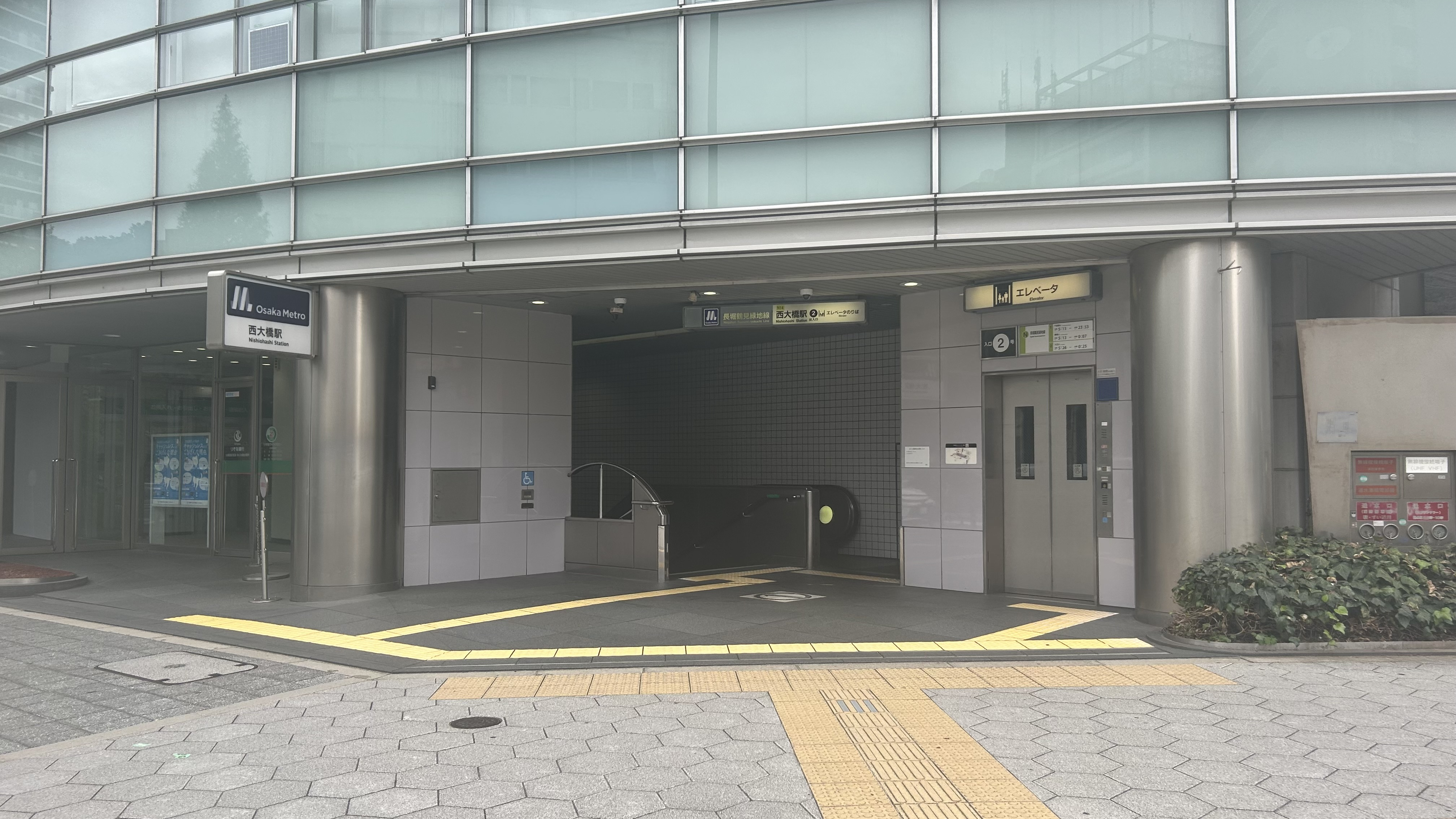
2号出口（2024年10月）
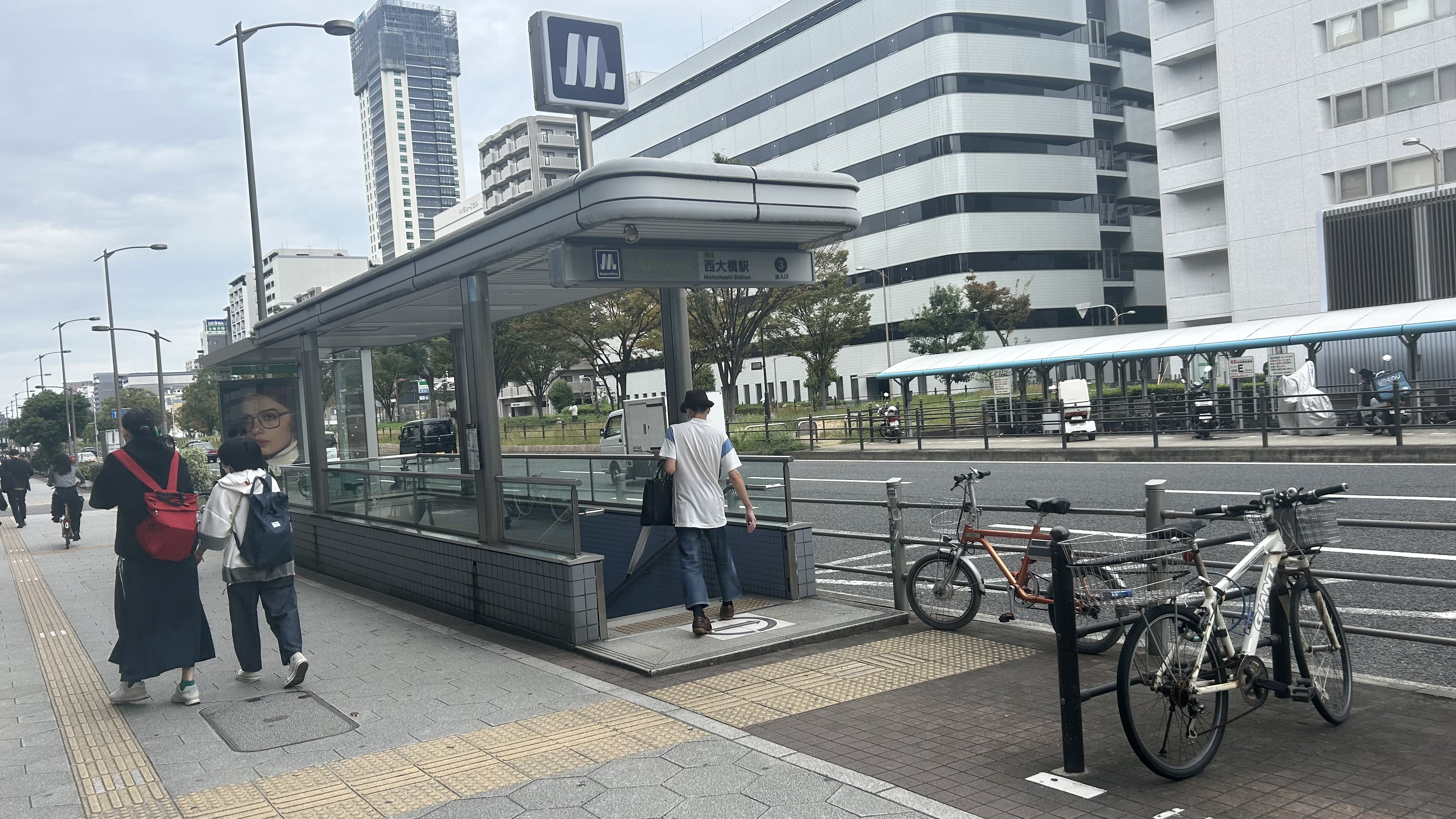
3号出口（2024年10月）
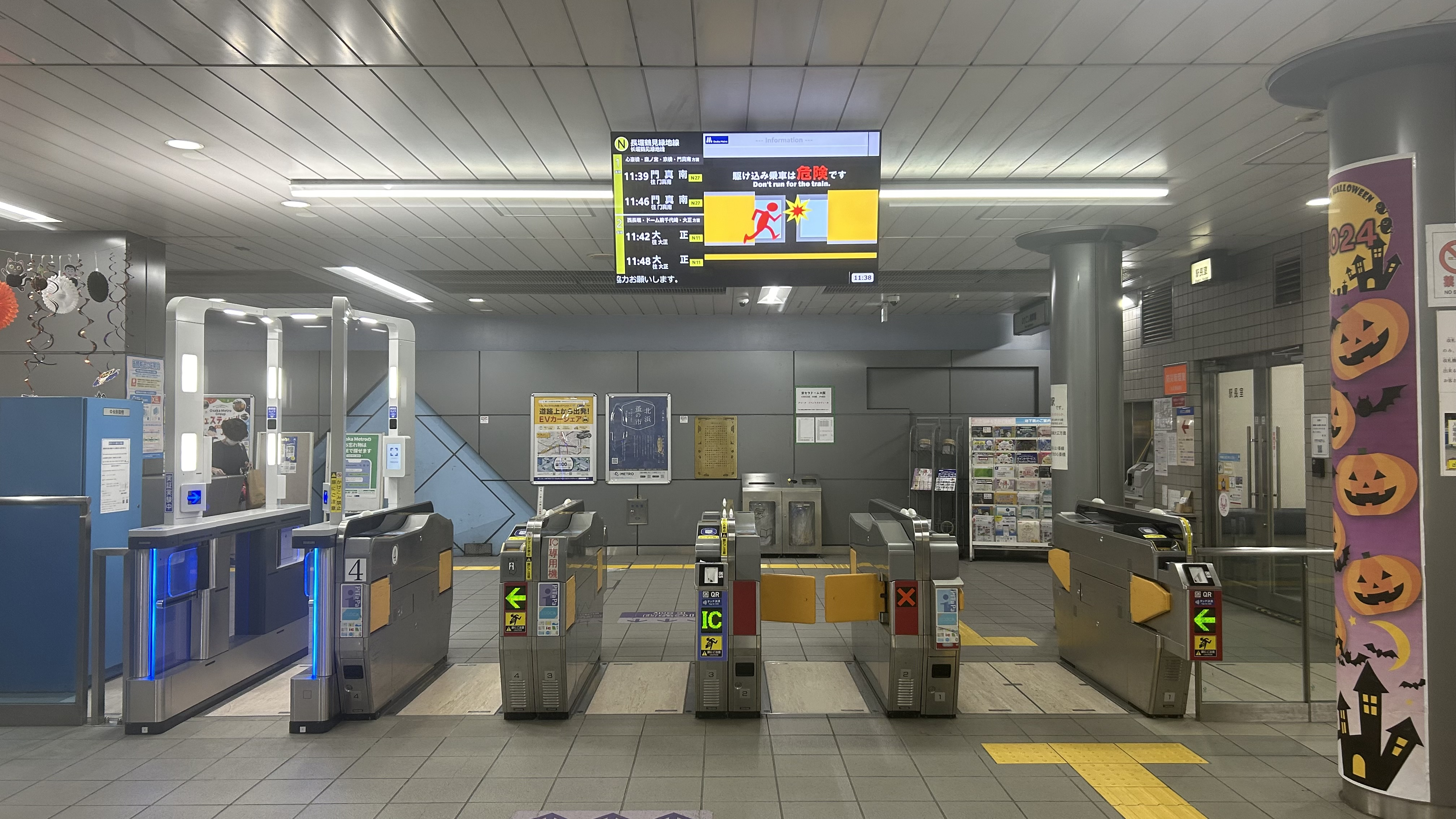
改札（2024年10月）
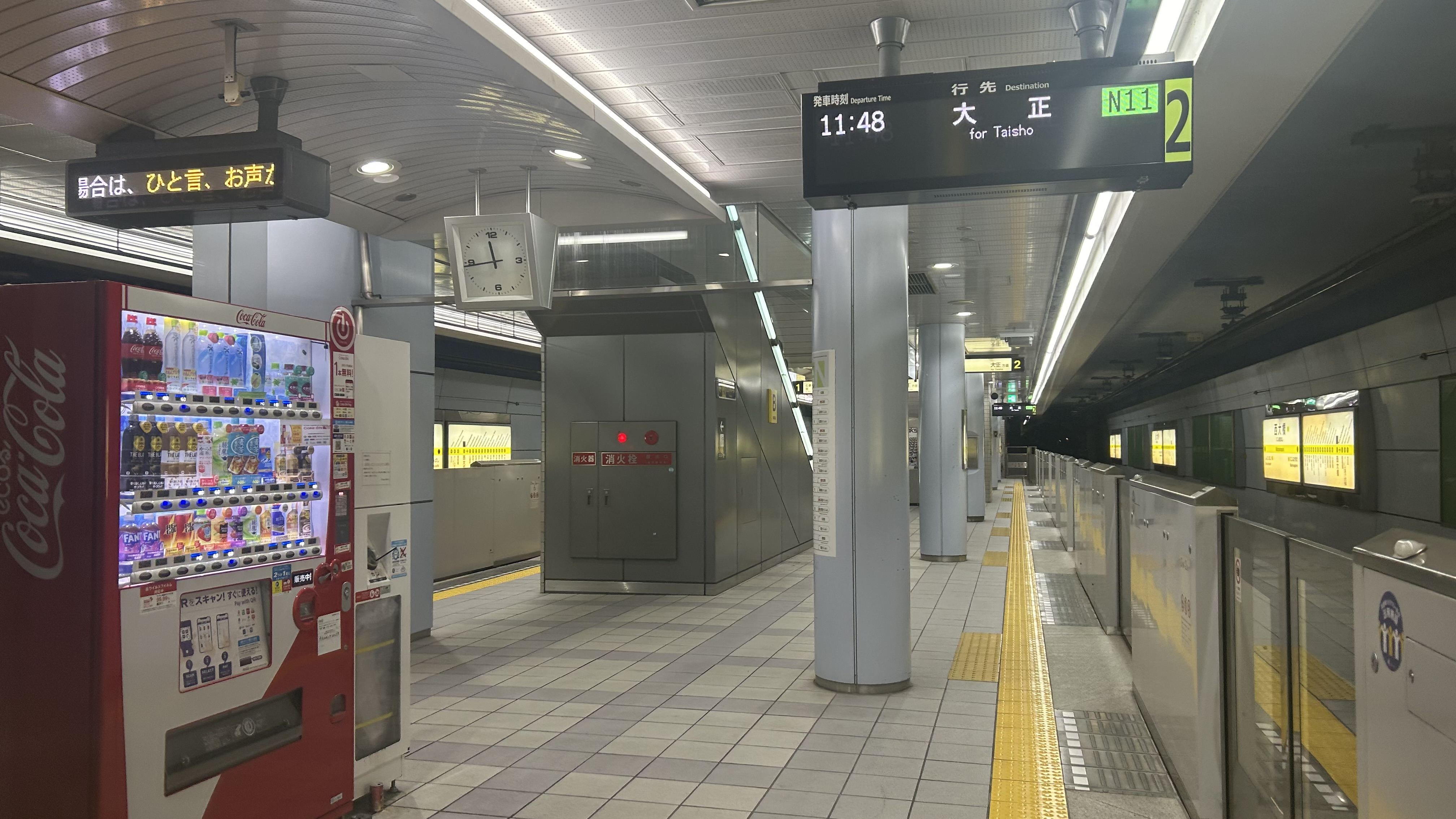
プラットホーム（2024年10月）

### 出口
| 出口番号 | 出口周辺                                         | 備考             |
| -------- | ------------------------------------------------ | ---------------- |
| 1        | NTT阿波座                                        |                  |
| 2        | オリックス劇場                                   | エレベーターあり |
| 3        | 自転車駐車場連絡口・あみだ池・堀江社会保険事務所 |                  |
| 4        |                                                  | エレベーターあり |

## 利用状況
2024年11月12日の1日乗降人員は12,609人（乗車人員：6,106人、降車人員：6,503人）であり、長堀鶴見緑地線の駅では17駅中12位（他地下鉄路線と接続しない駅では6位）。各年度の特定日利用状況は下表の通り。
| 年度               | 調査日   | 乗車人員 | 降車人員 | 乗降人員 | 出典          | 出典          |
| 年度               | 調査日   | 乗車人員 | 降車人員 | 乗降人員 | メトロ        | 大阪府        |
| ------------------ | -------- | -------- | -------- | -------- | ------------- | ------------- |
| 1998年（平成10年） | 11月10日 | 3,623    | 3,735    | 7,358    |               | [ 大阪府 1 ]  |
| 2007年（平成19年） | 11月13日 | 5,629    | 6,455    | 12,084   |               | [ 大阪府 2 ]  |
| 2008年（平成20年） | 11月11日 | 5,722    | 6,414    | 12,136   |               | [ 大阪府 3 ]  |
| 2009年（平成21年） | 11月10日 | 6,232    | 6,522    | 12,754   |               | [ 大阪府 4 ]  |
| 2010年（平成22年） | 11月09日 | 5,425    | 6,082    | 11,507   |               | [ 大阪府 5 ]  |
| 2011年（平成23年） | 11月08日 | 5,537    | 6,170    | 11,707   |               | [ 大阪府 6 ]  |
| 2012年（平成24年） | 11月13日 | 6,144    | 6,710    | 12,854   |               | [ 大阪府 7 ]  |
| 2013年（平成25年） | 11月19日 | 5,992    | 6,542    | 12,534   | [ メトロ 1 ]  | [ 大阪府 8 ]  |
| 2014年（平成26年） | 11月11日 | 5,897    | 6,327    | 12,224   | [ メトロ 2 ]  | [ 大阪府 9 ]  |
| 2015年（平成27年） | 11月17日 | 7,017    | 7,325    | 14,342   | [ メトロ 3 ]  | [ 大阪府 10 ] |
| 2016年（平成28年） | 11月08日 | 6,832    | 7,192    | 14,024   | [ メトロ 4 ]  | [ 大阪府 11 ] |
| 2017年（平成29年） | 11月14日 | 7,035    | 7,709    | 14,744   | [ メトロ 5 ]  | [ 大阪府 12 ] |
| 2018年（平成30年） | 11月13日 | 6,729    | 7,305    | 14,034   | [ メトロ 6 ]  | [ 大阪府 13 ] |
| 2019年（令和元年） | 11月12日 | 7,052    | 7,423    | 14,475   | [ メトロ 7 ]  | [ 大阪府 14 ] |
| 2020年（令和02年） | 11月10日 | 6,212    | 6,668    | 12,880   | [ メトロ 8 ]  | [ 大阪府 15 ] |
| 2021年（令和03年） | 11月16日 | 6,088    | 6,594    | 12,682   | [ メトロ 9 ]  | [ 大阪府 16 ] |
| 2022年（令和04年） | 11月15日 | 6,002    | 6,409    | 12,411   | [ メトロ 10 ] | [ 大阪府 17 ] |
| 2023年（令和05年） | 11月07日 | 6,182    | 6,656    | 12,838   | [ メトロ 11 ] | [ 大阪府 18 ] |
| 2024年（令和06年） | 11月12日 | 6,106    | 6,503    | 12,609   | [ メトロ 12 ] |               |

## 駅周辺
新町側では1号出入口・2号出入口とも西大橋跡に位置するが、北堀江側では3号出入口はひとつ下流側の橋の富田屋橋跡寄りに位置し、4号出入口はひとつ上流側の橋の宇和島橋跡に位置する。
- ライフ西大橋店
- オリックス劇場
- なにわ筋新町郵便局
- 大阪ECO動物海洋専門学校
- 大阪スクールオブミュージック専門学校
- 大阪ダンス・俳優＆舞台芸術専門学校
- 下船場
- 堀江

## バス路線
最寄停留所は、長堀通となにわ筋にある西大橋となる。以下の路線が乗り入れ、大阪シティバスにより運行されている。
- 75号系統：なんば/大阪駅前
- 84号系統：弁天町駅前・八幡屋三丁目/なんば

## 隣の駅
大阪市高速電気軌道 (Osaka Metro)
 長堀鶴見緑地線
西長堀駅 (N13) - 西大橋駅 (N14) - 心斎橋駅 (N15)
- ( ) 内は駅番号を示す。

### 記事本文

### 利用状況
1. ↑  路線別駅別乗降人員 - 大阪市高速電気軌道
2. ↑  大阪府統計年鑑 - 大阪府
3. ↑  大阪市統計書 - 大阪市

#### 大阪市高速電気軌道
1. ↑  路線別乗降人員 （2013年11月19日（火）交通調査） (PDF)
2. ↑  路線別乗降人員 （2014年11月11日（火）交通調査） (PDF)
3. ↑  路線別乗降人員 （2015年11月17日（火）交通調査） (PDF)
4. ↑  路線別乗降人員 （2016年11月8日（火）交通調査） (PDF)
5. ↑  路線別乗降人員 （2017年11月14日（火）交通調査） (PDF)
6. ↑  路線別乗降人員 （2018年11月13日（火）交通調査） (PDF)
7. ↑  路線別乗降人員 （2019年11月12日（火）交通調査） (PDF)
8. ↑  路線別乗降人員 （2020年11月10日（火）交通調査） (PDF)
9. ↑  路線別乗降人員 （2021年11月16日（火）交通調査） (PDF)
10. ↑  路線別乗降人員 （2022年11月15日（火）交通調査） (PDF)
11. ↑  路線別乗降人員 （2023年11月7日（火）交通調査） (PDF)
12. ↑  路線別乗降人員 （2024年11月12日（火）交通調査） (PDF)

#### 大阪府統計年鑑
1. ↑  大阪府統計年鑑（平成11年） (PDF)
2. ↑  大阪府統計年鑑（平成20年） (PDF)
3. ↑  大阪府統計年鑑（平成21年） (PDF)
4. ↑  大阪府統計年鑑（平成22年） (PDF)
5. ↑  大阪府統計年鑑（平成23年） (PDF)
6. ↑  大阪府統計年鑑（平成24年） (PDF)
7. ↑  大阪府統計年鑑（平成25年） (PDF)
8. ↑  大阪府統計年鑑（平成26年） (PDF)
9. ↑  大阪府統計年鑑（平成27年） (PDF)
10. ↑  大阪府統計年鑑（平成28年） (PDF)
11. ↑  大阪府統計年鑑（平成29年） (PDF)
12. ↑  大阪府統計年鑑（平成30年） (PDF)
13. ↑  大阪府統計年鑑（令和元年） (PDF)
14. ↑  大阪府統計年鑑（令和2年） (PDF)
15. ↑  大阪府統計年鑑（令和3年） (PDF)
16. ↑  大阪府統計年鑑（令和4年） (PDF)
17. ↑  大阪府統計年鑑（令和5年） (PDF)
18. ↑  大阪府統計年鑑（令和6年） (PDF)